# Zapasy na Letnich Igrzyskach Olimpijskich 1988 – kategoria do 130 kg w stylu klasycznym
Zmagania mężczyzn w wadze do 130 kg to jedna z dziesięciu męskich konkurencji w zapasach w stylu klasycznym rozgrywanych podczas Letnich Igrzysk Olimpijskich 1988. Pojedynki w tej kategorii wagowej odbyły się w dniach 20 – 21 września.

## Klasyfikacja[1]
| Pozycja | Nazwisko            | Kraj           |
| ------- | ------------------- | -------------- |
| 1       | Aleksandr Karielin  | ZSRR           |
| 2       | Rangeł Gerowski     | Bułgaria       |
| 3       | Tomas Johansson     | Szwecja        |
| 4       | Hasan al-Haddad     | Egipt          |
| 5       | László Klauz        | Węgry          |
| 6       | Kazuya Deguchi      | Japonia        |
| 7       | Roman Wrocławski    | Polska         |
| 8       | Duane Koslowski     | Węgry          |
| 9       | Alexander Neumüller | Austria        |
| 10      | Lubomír David       | Czechosłowacja |
| 11      | Fritz Gerdsmeier    | RFN            |
| 12      | Khodr Bechara       | Liban          |
| 12      | Daniel Payne        | Kanada         |
| 12      | Fabio Valguarnera   | Włochy         |
| 12      | Farhan Mohammed     | Irak           |
| 12      | Navind Ramsaran     | Mauritius      |

## Zasady
Uczestnicy zostali podzieleni na dwie grupy. Zawodnik który przegrał dwie walki odpadł z dalszej rywalizacji.
- TF — Łopatki
- SO — Przewaga (12-14 punktów różnicy, pokonany bez punktów)
- ST — Przewaga (15 punktów różnicy, przewaga techniczna)
- PP — Na punkty (Pokonany zdobył punkty)
- P0 — Pasywność (Bez punktów)
- P1 — Pasywność (Przy prowadzeniu różnicą 1-11 punktów)
- PS — Pasywność (Przy prowadzeniu różnicą 12-14 punktów)
- PA — Kontuzja
- DQ — Dyskwalifikacja/Walkower
- D2 — Obustronna dyskwalifikacja
- DNA  — Zawodnik nie przystąpił do walki

## Wyniki

### Rundy eliminacyjne

#### Grupa A
| Liczba porażek | Zawodnik            | Wynik   | Czas/Punkty | Zawodnik            | Liczba porażek |         |
| Runda 1        | Runda 1             | Runda 1 | Runda 1     | Runda 1             | Runda 1        | Runda 1 |
| -------------- | ------------------- | ------- | ----------- | ------------------- | -------------- | ------- |
| 0              | Duane Koslowski     | 3–1 PP  | 5–3         | Alexander Neumüller | 1              |         |
| 1              | Khodr Bechara       | 0–4 TF  | 0:30        | Lubomír David       | 0              |         |
| 0              | László Klauz        | 3–0 P1  | 5:30        | Fritz Gerdsmeier    | 1              |         |
| 0              | Aleksandr Karielin  | 3–0 P1  | 4:00        | Tomas Johansson     | 1              |         |
| Runda 2        |                     |         |             |                     |                |         |
| 0              | Duane Koslowski     | 4–0 TF  | 1:12        | Khodr Bechara       | 2              |         |
| 1              | Alexander Neumüller | 4–0 PA  | 3:44        | Lubomír David       | 1              |         |
| 1              | László Klauz        | 0–3 P1  | 4:43        | Aleksandr Karielin  | 0              |         |
| 2              | Fritz Gerdsmeier    | 1–3 PP  | 1–2         | Tomas Johansson     | 1              |         |
| Runda 3        |                     |         |             |                     |                |         |
| 1              | Duane Koslowski     | 0–3 PO  | 0–2         | László Klauz        | 1              |         |
| 2              | Alexander Neumüller | 0–4 TF  | 4:10        | Aleksandr Karielin  | 0              |         |
| 1              | Tomas Johansson     |         |             | Bez walki           |                |         |
| 2              | Lubomír David       | DNA     |             |                     |                |         |
| Runda 4        |                     |         |             |                     |                |         |
| 1              | Tomas Johansson     | 3–1 PP  | 2–1         | László Klauz        | 2              |         |
| 2              | Duane Koslowski     | 0–4 ST  | 0–15        | Aleksandr Karielin  | 0              |         |

#### Klasyfikacja
| Zawodnik            | Przegrane | Runda | Punkty |
| ------------------- | --------- | ----- | ------ |
| Aleksandr Karielin  | 0         | —     | 14     |
| Tomas Johansson     | 1         | —     | 6      |
| László Klauz        | 2         | 4     | 7      |
| Duane Koslowski     | 2         | 4     | 7      |
| Alexander Neumüller | 2         | 3     | 5      |
| Lubomír David       | 1         | 2     | 4      |
| Fritz Gerdsmeier    | 2         | 2     | 1      |
| Khodr Bechara       | 2         | 2     | 0      |

#### Grupa B
| Liczba porażek | Zawodnik          | Wynik    | Czas/Punkty | Zawodnik          | Liczba porażek |         |
| Runda 1        | Runda 1           | Runda 1  | Runda 1     | Runda 1           | Runda 1        | Runda 1 |
| -------------- | ----------------- | -------- | ----------- | ----------------- | -------------- | ------- |
| 0              | Hasan al-Haddad   | 4–0 TF   | 2:09        | Navind Ramsaran   | 1              |         |
| 1              | Farhan Mohammed   | 0–3 P1   | 3:51        | Kazuya Deguchi    | 0              |         |
| 0              | Rangeł Gerowski   | 3–0 P1   | 5:44        | Daniel Payne      | 1              |         |
| 1              | Fabio Valguarnera | 0–0 D2   | 5:49        | Roman Wrocławski  | 1              |         |
| Runda 2        |                   |          |             |                   |                |         |
| 0              | Hasan al-Haddad   | 3–0 P1   | 4:16        | Farhan Mohammed   | 2              |         |
| 2              | Navind Ramsaran   | 0–4 TF   | 0:48        | Kazuya Deguchi    | 0              |         |
| 0              | Rangeł Gerowski   | 3–0 P1   | 5:27        | Fabio Valguarnera | 2              |         |
| 2              | Daniel Payne      | 0–4 TF   | 4:19        | Roman Wrocławski  | 1              |         |
| Runda 3        |                   |          |             |                   |                |         |
| 0              | Hasan al-Haddad   | 4–0 TF   | 2:14        | Kazuya Deguchi    | 1              |         |
| 0              | Rangeł Gerowski   | 3–0 P1   | 4:23        | Roman Wrocławski  | 2              |         |
| Runda 4        |                   |          |             |                   |                |         |
| 1              | Hasan al-Haddad   | 0–3 PO   | 0–5         | Rangeł Gerowski   | 0              |         |
| 1              | Kazuya Deguchi    |          |             | Bez walki         |                |         |
| Runda 5        |                   |          |             |                   |                |         |
| 2              | Kazuya Deguchi    | 0–3.5 SO | 0–14        | Rangeł Gerowski   | 0              |         |
| 1              | Hasan al-Haddad   |          |             | Bez walki         |                |         |

#### Klasyfikacja
| Zawodnik          | Przegrane | Runda | Punkty |
| ----------------- | --------- | ----- | ------ |
| Rangeł Gerowski   | 0         | —     | 15.5   |
| Hasan al-Haddad   | 1         | —     | 11     |
| Kazuya Deguchi    | 2         | —     | 7      |
| Roman Wrocławski  | 2         | 3     | 4      |
| Daniel Payne      | 2         | 2     | 0      |
| Fabio Valguarnera | 2         | 2     | 0      |
| Farhan Mohammed   | 2         | 2     | 0      |
| Navind Ramsaran   | 2         | 2     | 0      |

### Runda finałowa[11]
| Zawodnik                  | Wynik                 | Czas/Punkty           | Zawodnik              |
| Pojedynek o 7 miejsce     | Pojedynek o 7 miejsce | Pojedynek o 7 miejsce | Pojedynek o 7 miejsce |
| ------------------------- | --------------------- | --------------------- | --------------------- |
| Duane Koslowski           | 0–4 DQ                |                       | Roman Wrocławski      |
| Pojedynek o 5 miejsce     |                       |                       |                       |
| László Klauz              | 3.5–0 PS              | 5:00                  | Kazuya Deguchi        |
| Pojedynek o brązowy medal |                       |                       |                       |
| Tomas Johansson           | 3–0 P1                | 5:04                  | Hasan al-Haddad       |
| Finał                     |                       |                       |                       |
| Aleksandr Karielin        | 3–1 PP                | 5–3                   | Rangeł Gerowski       |